# Resultados do Carnaval de Batatais
Esta página contém os resultados sobre o Carnaval de Batatais.

## 2010
| # | Escola              | Pontos | Ref.  | Acesso/Descenso         |
| - | ------------------- | ------ | ----- | ----------------------- |
| 1 | Castelo             | 179,22 | [ 1 ] | Campeã do carnaval 2010 |
| 2 | Acadêmicos do Samba | 179    | [ 1 ] |                         |
| 3 | Unidos do Morro     | 179    | [ 1 ] |                         |
| 4 | Liberdade           | 176    | [ 1 ] |                         |
| 5 | Unidos da Fiel      | 168,25 | [ 1 ] |                         |
| 6 | Riachuelo           | 166    | [ 1 ] |                         |

## 2011
| # | Escola              | Pontos | Ref.  | Acesso/Descenso         |
| - | ------------------- | ------ | ----- | ----------------------- |
| 1 | Castelo             | 169    | [ 2 ] | Campeã do carnaval 2011 |
| 2 | Unidos do Morro     | 168,75 | [ 2 ] |                         |
| 3 | Acadêmicos do Samba | 166,5  | [ 2 ] |                         |
| 4 | Liberdade           | 166,25 | [ 2 ] |                         |
| 5 | Riachuelo           | 151,25 | [ 2 ] |                         |

## 2012
| # | Escola              | Pontos | Ref.  | Acesso/Descenso         |
| - | ------------------- | ------ | ----- | ----------------------- |
| 1 | Unidos do Morro     | 179,25 | [ 3 ] | Campeã do carnaval 2012 |
| 2 | Castelo             | 178,75 | [ 3 ] |                         |
| 3 | Liberdade           | 178,75 | [ 3 ] |                         |
| 4 | Riachuelo           | 177,75 | [ 3 ] |                         |
| 5 | Acadêmicos do Samba | 176    | [ 3 ] |                         |

## 2013
| # | Escola              | Pontos | Ref.  | Acesso/Descenso         |
| - | ------------------- | ------ | ----- | ----------------------- |
| 1 | Unidos do Morro     | 180    | [ 4 ] | Campeã do carnaval 2013 |
| 2 | Castelo             | 179,5  | [ 4 ] |                         |
| 3 | Unidos da Liberdade | 178,5  | [ 4 ] |                         |
| 4 | Acadêmicos do Samba | 178,25 | [ 4 ] |                         |
| 5 | Riachuelo           | 177,25 | [ 4 ] |                         |
| 6 | Unidos da Fiel      | 169,25 |       |                         |

## 2014
| Colocação | Escola              | Pontos  | Ref.        |
| --------- | ------------------- | ------- | ----------- |
| 1º        | Unidos do Morro     | 179,5   | [ 5 ] [ 6 ] |
| 2º        | Castelo             | 178,25  | [ 5 ] [ 6 ] |
| 3º        | Unidos da Liberdade | 177,75  | [ 5 ] [ 6 ] |
| 4º        | Acadêmicos do Samba | 177,25  | [ 5 ] [ 6 ] |
| 5º        | Unidos da Fiel      | 176, 25 | [ 5 ] [ 6 ] |
| 6º        | Riachuelo           | 176     | [ 5 ] [ 6 ] |

## 2015
| Colocação | Escola              | Pontos | Desempate | Ref.  |
| --------- | ------------------- | ------ | --------- | ----- |
| 1º        | Castelo             | 179,70 |           | [ 7 ] |
| 2º        | Unidos do Morro     | 179,60 | Evolução  | [ 7 ] |
| 3º        | Acadêmicos do Samba | 179,60 |           | [ 7 ] |
| 4º        | Unidos da Liberdade | 178,90 |           | [ 7 ] |
| 5º        | Riachuelo           | 178,10 |           | [ 7 ] |

## 2016-2017
- Não houve desfile.[8]

## 2018
| Colocação | Escola              | Ref.  |
| --------- | ------------------- | ----- |
| 1º        | Castelo             | [ 9 ] |
| 2º        | Unidos do Morro     | [ 9 ] |
| 3º        | Unidos da Liberdade | [ 9 ] |

## 2019-2020
Não houve desfiles.